# 刘攻芸
刘攻芸（1900年—1973年8月8日），原名驷业，别名泗英。福建侯官县（今闽侯县）人。中华民国经济、政治人物，1949年国府迁台之际，曾短暂的担任中华民国财政部部长。

## 學歷
劉攻芸來自福州龍山劉氏家族。曾祖劉齊銜，祖劉忻，父劉濂，母為陳寶琛妹陳伯芬。幼年就读于福州鳌峰书院。入清华大学，后又入上海圣约翰大学，但肄业。于1919年赴美利坚留学，获得经济学硕士学位。于1924年获得倫敦政治經濟學院经济学博士和哲学博士双学位。
1949年1月，俞鴻鈞隨蔣介石的下野而下臺，央行總裁一職由劉攻芸暫代，蔣介石下令機要祕書周宏濤赴上海會見劉攻芸，傳達蔣欲將偷運黃金至台灣。劉攻芸不同意，故意拖延。蒋介石只好瞒过刘攻芸，将大量的黄金、美钞偷运到台湾。劉攻芸離職時撥給李宗仁30萬美金作為開支，“為此，劉攻芸丟了官，還挨蔣介石大罵一頓”。李宗仁在《李宗仁回忆录》曾写道，“刘（刘攻芸）和翁（翁文灏）都得到了我最大的尊敬，因为在那个时期没有人想卷入政界，完全是爱国心使他们为了国家的利益而不顾个人的利益。”在解放大军渡江前夕，刘攻芸经广州赴台湾，因不受蔣介石重用，后去香港。
1950年，举家迁居新加坡。曾于新加坡担任新加坡华侨银行顾问及华侨保险公司董事经理等职。晚年替朋友作保而大量負債，曾前往馬來西亞經營開礦事業，但因缺乏資金，事業並不順利。1973年7月因急性血小板減少症住院，有晚輩前去探望，問他為什麼不留在台灣發展，他回答說“他們不要我”。同年8月8日，于新加坡去世。

## 生平
學術
- 1927年，刘回国后，曾先后于国民政府国立中央大学、清华大学两所大学教授经济学。

政壇
- 1929年，出任中国银行总会计，期内曾主持该行帐册更新。
- 1935年，中央信托局成立，出任副局长。
- 1937年，出任邮政总局副局长、邮政储金汇业局局长，期内创办了华侨汇款业务，使邮汇局受到银行界的瞩目。
- 1943年，国民党中央委员。
- 抗戰期間，曾担任重庆国民政府产业处理局局长、中央信托局局长等职。
- 抗日胜利后，他还担任中国银行及交通银行监察，大中国茶叶公司、中国农民银行及中央合作金库等处董事。
- 1947年，中央银行副总裁兼业务局局长。
- 1949年，中央银行总裁。
- 1949年，中華民國财政部部长。
- 1949年，解放大军渡江前夕，经广州赴台湾，后去香港。
- 1950年，举家迁居新加坡。曾于新加坡担任新加坡华侨银行顾问及华侨保险公司董事经理等职。
- 1973年8月8日于新加坡去世。

## 家庭
夫人李國珍（1908-1974）為李鴻章六弟李昭慶孫女李經敘之女。兩人育有三男二女，其中長女劉廣琴嫁建築師鐘耀星，有外孫女锺彬娴等。 夫婦倆很喜歡兄長李國源之女李家晉，於是由姑父劉功芸做媒，將侄女嫁給劉的機要秘書黃仲源。